# François Eustache de Fulque
François Eustache de Fulque, marquis d’Oraison, est un militaire et homme politique français, né à Brest le 19 avril 1796 et mort à Paris le 22 février 1876.

## Biographie
D’une famille de noblesse de robe, il participe aux dernières campagnes de l’Empire comme sous-lieutenant de hussards, et notamment à Waterloo.
Rappelé au service, il est lieutenant au 3e chasseurs, et participe à l’expédition d'Espagne (1823). Il entre ensuite à l’état-major du ministre Soult et est envoyé en mission à Anvers, Lyon et en Algérie.
Il recrée et organise le 9e régiment de hussards en 1840, unité dont il est colonel jusqu’en 1846. Plus riche contributeur du département, il est élu député des Basses-Alpes (actuelles Alpes-de-Haute-Provence) le 1er août 1846 ; son mandat est révoqué après la révolution de février 1848.
Il est nommé colonel du 8e régiment de lanciers en 1849, puis général de brigade (1850), avec la fonction d’Inspecteur de la gendarmerie, et finit sa carrière avec le grade de général de division (retraite en 1860).

## Carrière politique
François Eustache de Fulque a été député des Basses-Alpes de 1846 à 1848, et conseiller général du Canton de Mézel.

## Décorations
- Grand officier de la Légion d'honneur, 25 décembre 1860 ;
- Grand officier de l’ordre de Léopold ;
- Grand-croix de l'ordre de Saint-Grégoire-le-Grand (Saint-Siège).

## Sources
- Christian Blanc, Jean Vivoli (illustrateur), Les insurgés républicains d’Oraison et du Val de Rancure, décembre 1851, Oraison, Association Rancure, 2008,  (ISBN 978-2-9531011-0-2), p. 32
- Notice biographique de l’Assemblée nationale, www.assembleenationale.fr, consultée le 19 juillet 2008
- Adolphe Robert et Gaston Cougny, Dictionnaire des parlementaires français, (publié en 1889, en ligne www.assembleenationale.fr, consulté le 19 juillet 2008)
- Annuaires militaires et almanachs royal puis impérial entre 1840 et 1868. collection privée JYC.